# 茅ヶ崎ゴルフ倶楽部
茅ヶ崎ゴルフ倶楽部（ちがさきゴルフくらぶ）は、 神奈川県茅ヶ崎市菱沼海岸にあるゴルフ場である。

## 概要
茅ヶ崎ゴルフ倶楽部の前身は横須賀の「小原台ゴルフ場」である。神奈川県横須賀の小原台地域に米軍施設を含む纏まった土地があった。1948年（昭和23年）、米軍から小原台地域の接収を解除する、観光開発してはどうかとの通告があった。1949年（昭和24年）3月、横須賀市長の指示により安達建設の手で「小原台ゴルフ場」の造成工事が着工された。
小原台ゴルフ場のアウトコースが完成した時とき問題が発生した、横須賀市が離脱し、地元農民が反対し、朝鮮動乱が勃発、講和条約、日米安保条約発効などが相次いだ。その上、保安庁（現・防衛庁）から保安大学（現・防衛大学校）の建設用地として接収するとの通告を受けた。1954年（昭和29年）、小原台ゴルフ場は撤退され、代替用地として茅ヶ崎菱沼海岸の県有地が借地提供された。
茅ヶ崎のコース建設用地は、9ホールの広さの土地で、砂防林内にあった。コース設計は、シーサイドコースである「古賀ゴルフ・クラブ」のコース増設と改造設計に成果を上げた上田治への依頼された。
上田は、海浜の砂地の造成や芝貼りなど、古賀ゴルフ・クラブの工事で、丸毛信勝の助言を受けながら成果を上げていた。1956年（昭和31年）9月、造成工事が着工され、翌1957年（昭和32年）コースが完成、1957年（昭和32年）11月17日、9ホールのゴルフ場が開場された。

## 所在地
〒253-0037 神奈川県茅ヶ崎市菱沼海岸9-38

## コース情報
- 開場日 - 1957年11月17日
- 設計者 - 上田 治
- 面積 - 240,000m2（約7.2万坪）
- コースタイプ - シーサイドコース
- コース - 9ホールズ、パー35、2,880ヤード
- フェアウェー - コウライ
- ラフ - ノシバ
- グリーン - 2グリーン、ベント
- ハザード ^ バンカー34、池が絡むホール1
- ラウンドスタイル - 全組セルフプレ、歩きプレー(手引きカート)
- 練習場 - 無し
- 休場日 - 無し[2][3]

## ギャラリー
- コース - 「茅ヶ崎ゴルフ倶楽部」、コース紹介、2021年3月26日閲覧
- ハウス - 「茅ヶ崎ゴルフ倶楽部」、利用案内、2021年3月26日閲覧

## 交通アクセス
鉄道
- 東海道線 (JR東日本)・相模線 - 茅ケ崎駅より クラブバス利用約5分[4]

道路
- 圏央道 - 茅ヶ崎海岸ICより 約10分
- 横浜新道 - 藤沢バイパス出口より 約25分[4]

## エピソード
- 上田治は、1936年（昭和11年）ベルリンオリンピックの水泳選手団のコーチとして参加、帰途、欧州に渡り多くのゴルフ場を見学し設計を学んだ[5]。
- 「茅ヶ崎ゴルフ倶楽部」の、200平方メートルの大きさのバンカーは、人の背丈程もある深さがあり、C・H・アリソンから学んだ影響が表れている[5]。

## 関連文献
- 『ゴルフ場ガイド 東版』、2006-2007、「大阪ゴルフクラブ」、東京 ゴルフダイジェスト社、2006年5月、2021年3月26日閲覧
- 『美しい日本のゴルフコース BEAUTIFUL GOLF CULTURE IN JAPAN 日本のゴルフ110年記念 ゴルフは日本の新しい伝統文化である』、ゴルフダイジェスト社「美しい日本のゴルフコース」編纂委員会編、「昭和29年完成直後に接収された横須賀小原台GC。代替えは茅ヶ崎の県有地だった」、東京 ゴルフダイジェスト社、2013年12月、2021年3月26日閲覧
- 『月刊ゴルフマネジメント』、「クローズアップ21(その239)基本は9Hプレー、ドレスコードなし 茅ヶ崎ゴルフ倶楽部 日本一カジュアル、フレキシブルなゴルフ場を目指す」、東京 一季出版、2020年12月、2021年3月26日閲覧